# Крячкові
Крячкові — підродина (Sterninae) птахів у складі родини мартинових (Laridae), що інколи виділяється у окрему родину (Sternidae). Більшість крячків відносяться до роду Sterna, проте молекулярний аналіз пропонує розділення цього роду на кілька менших родів.
Крячки відрізняються від мартинів стрункішою статурою і короткими ніжками. Крячки мають довгий вильчатий хвіст, тонкий дзьоб і вузькі крила. Ці птахи переважно харчуються дрібною рибою. Більшість крячків, що гніздяться в помірному поясі, є мігруючими, серед них полярний крячок (Sterna paradisaea) бачить щороку більше денного світла, ніж будь-яка інша тварина, перелітаючи в процесі міграції із арктичних районів гніздування до антарктичних районів зимівлі.

## Класифікація
Включають 47 видів в 11 родах:
- Бурий крячок (Anous) — 5 видів
- Білий крячок (Gygis) — 1 вид
- Onychoprion — 4 види
- Sternula — 7 видів
- Великодзьобий крячок (Phaetusa) — 1 вид
- Каспійський крячок (Hydroprogne) — 1 вид
- Чорнодзьобий крячок (Gelochelidon) — 2 види
- Крячок-інка (Larosterna) — 1 вид
- Болотяний крячок (Chlidonias) — 4 види
- Рябодзьобий крячок (Thalasseus) — 8 видів
- Крячок (Sterna) — 13 видів